# سرود ملی بوروندی
سرود ملی بوروندی (انگلیسی: Burundi Bwacu) در زمان استقلال کشور بوروندی در سال ۱۹۶۲ رسمیت یافت.
متن آن به زبان کیروندی و توسط گروهی از نویسندگان به رهبری یک کشیش کاتولیک به نام ژان-باپتیست نتاهوکاجا تنظیم شده‌است.

## متن کیروندی
Burundi bwacu, Burundi buhire,

Shinga icumu mu mashinga,

Gaba intahe y'ubugabo ku bugingo.

Warapfunywe ntiwapfuye,

Warahabishijwe ntiwahababuka,

Uhagurukana, uhagurukana, uhagurukana, ubugabo urikukira.

Komerwamashi n'amakungu,

Habwa impundu nabawe,

Isamirane mu mashinga, isamirane mu mashinga,
Burundi bwacu, ragi ry'abasokuru,

Ramutswa intahe n'ibihugu,

Ufatanije ishaka n'ubuhizi;

Vuza impundu wiganzuye uwakuganza uwakuganza.
Burundi bwacu, nkoramutima kuri twese,

Tugutuye amaboko, umutima n'ubuzima,

Imana yakuduhaye ikudutungire.

Horana ubumwe n'abagabo n'itekane.

Sagwa n'urweze, sagwa n'amahoro meza.

## ترجمه فارسی
ای بوروندی ما، ای کشور نجیب،
جایگاه خود را در جمع ملل اخذ کن،
که با عزمی شریف به استقلال نائل آمدی
زخمی و آزرده، سیادت خود را بر خود حفظ کردی،
و هنگامی که زمان عمل فرارسید، به‌پا خاستی،
و با سرفرازی به صفوف مردمان آزاد جهان پیوستی،
پس، پذیرا باش، شادباش‌های ملل را،
و ادای احترام پسران و دخترانت را.
باشد که نامت در سراسر عالم هستی طنین افکند.
ای بوروندی ما، مُرده‌ریگ پاک نیاکان ما،
تو شایسته آن دانسته شدی که بر خود فرمان رانی،
دلاوری تو همراه عزت است،
نغمهٔ شکوه آزادی بازیافته را برخوان.
ای بوروندی ما، سزاوار مهرآمیزترین مهر مایی،
دست و دل و جان خود را وقف خدمت‌گزاری شریف به تو می‌کنیم.
خداوندی که تو را به ما ارزانی داشت، کاش تو را برای ما حفظ کند تا به تو ارج بنهیم،
در زیر سپر اتحاد،
در صلح، شادمانی و بهروزی.